# Oswaldo Seminario y Aramburú
Oswaldo Seminario y Aramburú fue un político peruano. Fue parte de la familia Seminario de gran importancia histórica en el departamento de Piura durante el siglo XIX.
Nació en Piura, Perú, en 1865. hijo del senador piurano Manuel Seminario y Váscones y Julia Aramburú Duran. Se casó con su prima Clotilde Seminario Meneses, hija de Jerónimo Seminario y Váscones, hermano de su padre. Tuvo cinco hijos.
En 1895, luego de la Guerra Civil de 1895, fue elegido diputado titular por la provincia de Paita en el departamento de Piura siendo reelegido en 1901 hasta 1906 como miembro del Partido Demócrata. Durante su gestión, promovió la censura del primer ministro Alejandro Deustua durante el gobierno del Presidente Eduardo López de Romaña. Asimismo, en 1900 también ocupó el cargo de Prefecto de Lima por pedido de su paisano Enrique Coronel Zegarra quien asumió ese año como Presidente del Consejo de Ministros del Presidente López de Romaña.